# Tajanún

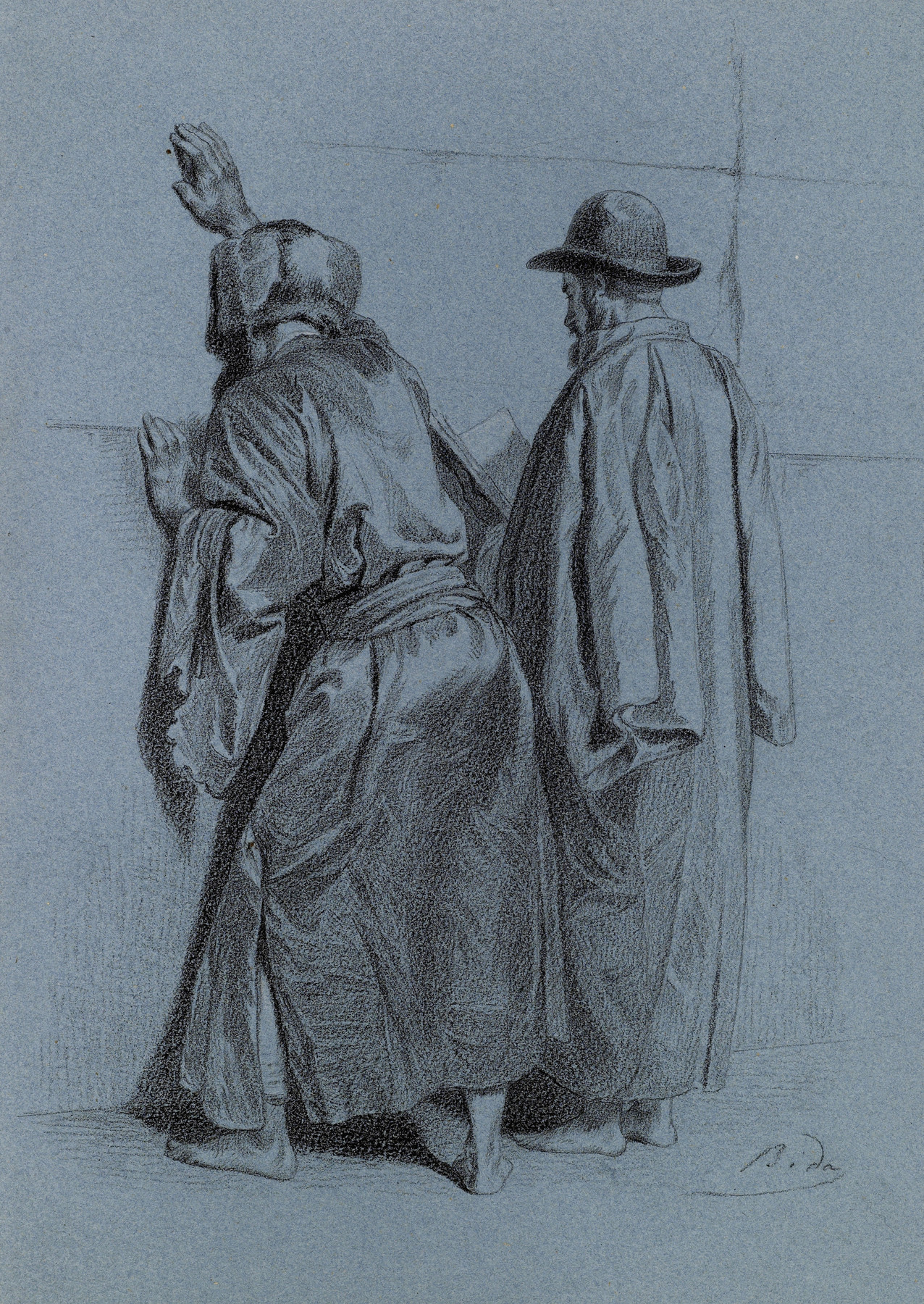
Alexandre Bida, Judíos en el Muro de las Lamentaciones, representación histórica del Tajanún. Dibujo a carboncillo con toques de tiza blanca sobre papel azulado, h. 1850, Baltimore, Walters Art Museum.

Tajanún (en hebreo: תחנון), también llamado nefilat apayim, forma parte de los servicios religiosos de la mañana (Shajarit) y de la tarde (Minjá) del judaísmo rabínico, después de la recitación de la oración Amidá, la cual forma parte integral de los servicios religiosos judíos diarios. Tradicionalmente, solamente las primeras cuatro palabras de la oración se dicen en voz alta. La recitación del Tajanún es omitida durante el Shabat, las festividades judías y en otras ocasiones. La mayoría de las comunidades judías recitan una oración más larga los Lunes y los Jueves.

## Formato
Existe un formato corto de Tajanún y también hay un formato largo. El formato largo está reservado para las mañanas de Lunes y jueves, los días cuando se lee la Torá en la sinagoga. El formato corto, también se recita por las tardes de lunes a Viernes, y consta de tres (en algunas comunidades dos) párrafos cortos.

### Rito sefardí
Según el rito sefardí, el Tajanún comienza con el Viduy (una oración confesional). En esta oración se mencionan varios pecados y el corazón es golpeado simbólicamente con el puño derecho durante la mención de cada pecado. A esto le sigue la mención de los trece atributos de la misericordia de Dios. En general, los judíos sefarditas no tienen la costumbre de apoyar la cabeza sobre sus manos, pero debido a la influencia asquenazí en países como Marruecos, algunos libros de oraciones (sidurim) marroquíes incluyen esta costumbre.

### Tajanún corto
En la mayoría de las sinagogas asquenazíes, el Tajanún comienza con los versículos introductorios de II Samuel (24:14), y luego continúa con el Salmo 6: 2-11, que el Rey David compuso, según fuentes tradicionales, mientras estaba enfermo y sufría dolores. La costumbre de Jabad-Lubavitch, sin embargo, es recitar el Salmo 25 como parte de la oración del Tajanún. En presencia de un rollo de la santa Torá, este párrafo se recita con la cabeza apoyada en el dorso de la mano izquierda o la mano derecha cuando alguien lleva puestas las filacterias en la mano izquierda según el Shulján Aruj, Oraj Jaim 131:1-2. 
El siguiente párrafo, "שומר ישראל", Shomer Israel (en español: "El Guardián de Israel") se recita sentado, pero algunas comunidades solamente lo recitan durante los días de ayuno. Después de llegar a este punto, y después de las palabras "vaanachnu lo neida", en muchas comunidades los judíos observantes acostumbran a levantarse, y el resto del párrafo final es recitado mientras la congregación está de pie. El Tajanún es seguido invariablemente por una recitación parcial de la oración del Kadish por la mañana y por una recitación completa del Kadish por la tarde.

### Tajanún largo
El Talmud babilónico, en el tratado talmúdico Baba Kama, marca el Lunes y el Jueves como el "Eth ratzon", un momento de buena voluntad divina, en el que es más probable que se reciba una súplica. Por lo tanto, los lunes y los jueves por la mañana, se recita una oración más larga que comienza con los Salmos 78:38-55. La duración de la oración es variable según la costumbre de cada comunidad. Las comunidades asquenazíes tienen el texto más largo, mientras que las sefardíes (y algunas comunidades jasídicas y yemenitas) tienen un texto algo más breve pero similar, mientras que las comunidades italianas tienen el texto más corto de todos. El texto italiano no empieza con los Salmos 78:38-55, sino con el Libro de Daniel 9:15.

## Historia
La fuente de la oración suplicatoria del Tajanún se encuentra en Daniel (9:3) y en I Reyes (8:54), donde los versículos indican que la oración siempre debe ir seguida de una súplica. Basándose en esto, los sabios talmúdicos desarrollaron el hábito de añadir una apelación personal a Dios siguiendo las oraciones establecidas (algunos ejemplos se enumeran en el Talmud babilónico, en el tratado Berajot 16b). 
En el siglo XIV, estas súplicas espontáneas se estandarizaron y se convirtieron en la oración del Tajanún. La costumbre de inclinarse y apoyar la cara sobre la mano izquierda se sugiere en la primera línea del texto que incluye las palabras "Niflá ná beyad Adonay" ("caigamos en la mano de Dios"). También es una reminiscencia del sacrificio diario que se hacía en el Templo de Jerusalén, que se colocaba sobre su lado izquierdo para ser sacrificado. El brazo de la persona debe estar cubierto con una manga, un talit u otra ropa que lo cubra. Esta postura, fue desarrollada en el período post-talmúdico, y simboliza la práctica original, cuando la gente se arrodillaba hasta que sus rostros tocaban el suelo, para mostrar humildad y sumisión a Dios. 
Esta posición también fue usada por los profetas Moisés y Josué, quienes cayeron de bruces ante Dios después del pecado del becerro de oro. Debido a esta práctica, el Tajanún es también conocido como "nefilat apayim". Debido a que Josué cayó de bruces ante el Arca de la Alianza, la costumbre asquenazí es que uno ponga la cabeza hacia abajo solo cuando ora frente a un arca que contiene un rollo sagrado de la santa Torá. De lo contrario, es apropiado sentarse con la cabeza en alto. 
El Rabino Moshé Feinstein dijo una vez: "Jerusalén es una ciudad tan santa, que estar allí es como si estuviéramos en presencia de un pergamino sagrado de la santa Torá." 
La versión más larga es recitada los lunes y jueves, y se remonta a fuentes clásicas, a tres sabios que habían escapado de la destrucción de la comunidad judía en Tierra Santa por parte del Ejército romano. Mientras estaban en un barco de camino hacia Europa, fueron atrapados por una tormenta, y los tres recitaron una oración personal, después de la cual la tormenta amainó. Estos sabios continuaron estableciendo comunidades judías en Europa. David Abudirham afirma que las palabras "rajum vejanún" marcan el comienzo del siguiente segmento de la oración.

## Días en los que se omite la oración de Tajanún
Tajanún se omite en las oraciones del Shabat, en todas las festividades principales (incluso en Jol HaMoed, que son los días intermedios de las celebraciones de Pésaj y Sucot), en Rosh Jodesh (la luna nueva), en Janucá y en Purim, ya que estos días son de naturaleza festiva, y no sería apropiado recitar en ellos la oración del Tajanún. 
El Tajanún no se recita en la casa del doliente (las razones varían: ya sea para no aumentar el dolor del doliente al resaltar el juicio de Dios, o porque la casa del doliente es una casa de juicio, y una casa de juicio no es un lugar adecuado para pedir misericordia, ni se dice en presencia de un novio en el sheva yemei hamishté (los siete días de celebración posteriores a su matrimonio). 
Además, la oración de Tajanún se omite cuando se realiza una circuncisión (Brit Milá) en una sinagoga, y cuando está presente el padre del bebé, el sandak (el que sostiene al bebé durante la circuncisión), o el mohel (la persona que realiza la circuncisión).
La mayoría de las congregaciones de rito sefardí omiten el Tajanún durante el servicio religioso de Minjá, principalmente porque era común que las congregaciones jasídicas rezaran el servicio de Minjá después de la puesta del sol, en ese caso se omitía la oración del Tajanún.
En las congregaciones jasídicas, el Tajanún se omite en el aniversario de la defunción de algunos rabinos jasídicos, ya que el aniversario del fallecimiento de una persona (el yarzeit) es considerado como un día de renovación y celebración religiosa. 
Existe la costumbre de omitir el Tajanún durante toda la semana de Purim (del 11 al 17 de Adar) y toda la semana de Lag Baomer (del 14 al 20 de Iyar). 
Algunas comunidades omiten el Tajanún el día siete del mes de Adar, porque es el aniversario de la muerte de Moisés (Moshé Rabeinu).
Algunas congregaciones jasídicas omiten la oración de Tajanún el Viernes por la mañana (cuando se preparan para el Shabat), y otras congregaciones omiten el Tajanún el Domingo por la mañana (el día después del Shabat).
En muchas congregaciones, es costumbre omitir el Tajanún en los días festivos establecidos por el Estado de Israel: Yom Haatzmaut (El Día de la Independencia), el 5 de Iyar (la mayoría de los años, la fecha cambia dependiendo del día de la semana), y Yom Yerushalayim (El Día de Jerusalén), el 28 de Iyar.
La siguiente es una lista de todos los otros días, llamados "días festivos menores", en los que la recitación del Tajanún está excluida de las oraciones, y el Salmo 126 se recita durante la bendición de Birkat Hamazón. Típicamente se omite también en las oraciones de Minjá de la tarde anterior, a menos que se indique lo contrario.
| Día         | Mes            | Festividad                                                                                       |
| ----------- | -------------- | ------------------------------------------------------------------------------------------------ |
| 9           | Tishréi        | El día antes de Yom Kipur.                                                                       |
| 11-14       | Tishréi        | Los días entre Yom Kipur y Sucot.                                                                |
| 23-29       | Tishréi        | Desde Simjat Torá hasta el final del mes.                                                        |
| 25 - 2      | Kislev - Tevet | Los ocho días de Janucá. Si el mes de Kislev es breve Janucá finaliza el día 3 del mes de Tevet. |
| 15          | Shevat         | La festividad de Tu Bishvat. El Año Nuevo de los árboles en el judaísmo.                         |
| 14-15       | Adar           | Purim Katán y Shushán Purim.                                                                     |
| 23-29       | Adar           | Ver Rashi y Levítico 9:1                                                                         |
| Todo el mes | Nisán          | El mes entero de Nisán.                                                                          |
| 14          | Iyar           | Segunda Pascua judía, Pesaj Sheni.                                                               |
| 18          | Iyar           | Lag Ba'omer.                                                                                     |
| 1-5         | Siván          | El principio del mes hasta Shavuot.                                                              |
| 7-12        | Siván          | El Isru Jag y varios días más después de Shavuot.                                                |
| 9           | Av             | El día de Tisha b'Av.                                                                            |
| 15          | Av             | La festividad de Tu B'Av.                                                                        |
| 29          | Elul           | El día antes de Rosh Hashaná, el Año Nuevo del pueblo judío.                                     |